# Хаммади, Саадун
Саадун Хаммади (22 июня 1930 — 14 марта 2007) — иракский политический деятель. Премьер-министр Ирака в годы правления Саддама Хусейна.

## Биография
Саадун Хаммади родился 22 июня 1980 года в Кербеле, в шиитской семье. Он вступил в партию вместе с молодым Саддамом Хусейном в 1956 году, тогда же началось их сотрудничество. В 1957 году Хаммади получил степень доктора по экономике сельского хозяйства в Висконсинском университете.
В разные годы Хаммади занимал посты министра нефти, министра иностранных дел (1974-83), вице-премьер-министра и премьер-министра (март-сентябрь 1991) в правительстве Ирака. В 1983 году он подал в отставку с поста министра иностранных дел по состоянию здоровья, но остался заместителем премьер-министра, членом СРК и доверенным советником президента по экономическим вопросам. В апреле 2000 года Хаммади стал спикером парламента.
Многие считали Саадуна Хаммади преемником Саддама Хусейна. После падения Саддама, в мае 2003 года Хаммади арестовали американские войска. Он был освобождён американцами из лагеря военнопленных в следующем году. По мнению наблюдателей, столь неожиданное освобождение заключается в том, что бывший спикер пошёл на полное сотрудничество с силами антииракской коалиции и раскрыл все известные ему тайны режима Саддама Хусейна. В частности, он выдал американскому следствию информацию о банковских счетах баасистов за границей.
Хаммади покинул Ирак. Он считал, что болен лейкемией и проходил курс лечения в Ливане, Иордании и Германии.
Саадун Хаммади скончался в больнице Германии 16 марта 2007 года от лейкемии.